# Лабори (приход)
Лабори (англ. Laborie) — приход (единица административно-территориального деления) государства Сент-Люсия, расположенный в южной части острова. Площадь 33,8 км², население 7363 человек (2010).

## История
Первыми жителями территории Лабори, мигрировавшими из Южной Америки около 1000 года до н. э., вероятно, были американские индейцы-араваки. Лабори, юго-западная рыбацкая деревня, названная в честь французского губернатора барона де Лабори, когда-то была местом обитания черепах. Французские колонисты, вероятно, были первыми, кто заселил то, что сейчас является деревней Лабори, в начале 18 века.

## Местное самоуправление
Приход является избирательным округом и с июля 2021 года представлен в Палате собрания Сент-Люсии Альвой Батисте, парламентским представителем от избирательного округа Лабори.